# Radnice v Dobříši
Radnice v Dobříši je převážně kamenná stavba ze slohu klasicismu. Stojí na místě bývalé dřevěné radnice. Současná budova byla dostavěna v roce 1821.

## Historie budovy

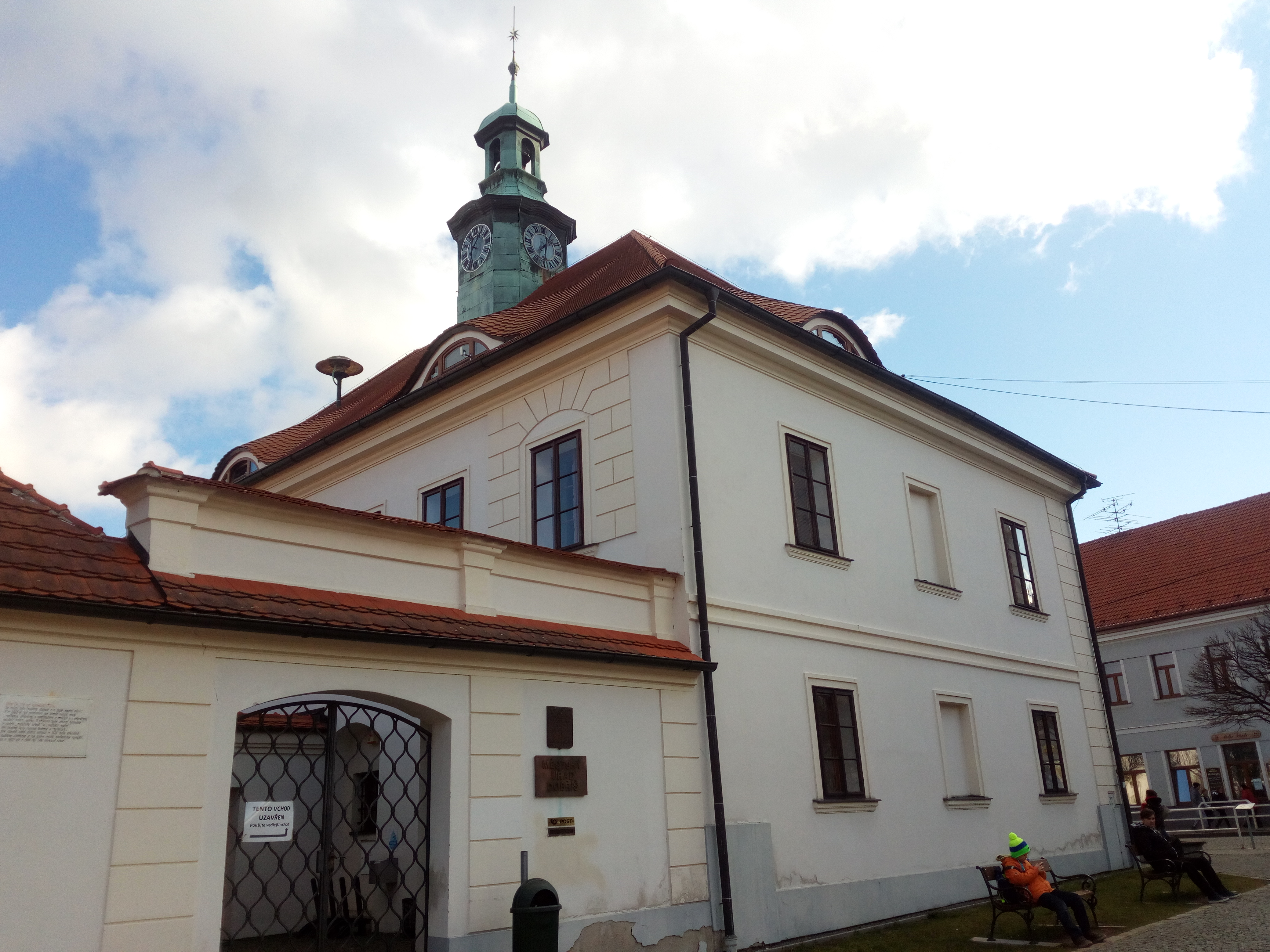
Pohled na hlavní vchod radnice od autobusového nádraží

### Původní dřevěná budova
Přestože nese radnice označení radnice staré, ještě před tou dnešní tu stával rathaus s totéž funkcí, který byl postaven ze dřeva v roce 1661. Ten měl 1 patro, kolem kterého byla umístěna pavlač. 
Roku 1666 byly do tehdejší věžičky vsazeny hodiny. V budově radnice byla také obecní hospoda, jejíž výčepní měl na starosti také vytápění budovy a natahování výše zmíněných hodin. Od roku 1758 byl dům opraven a bylo zde zřízeno i vězení.

### Nová kamenná budova
Jelikož dvě století budova značně chátrala, rozhodlo se o stavbě nové, nynější budovy, která nahradila budovu původní. Její stavba byla dokončena roku 1821. Za 2 roky byly do věžičky vloženy nové hodiny.
V letech 1866–1960 (do zrušení dobříšského okresu) tu sídlil i okresní soud a finanční úřad.
Dále tu sídlily Komunální služby, které zde měly správní středisko a některé z provozoven. Mezi lety 1950 a 1990 tu také v části stály veřejné záchodky. Po nich tu byla restaurace.
Po roce 1990 se do budovy stěhuje zpět městský úřad. V roce 2000 byl objekt zrenovován a přestavbou půdy vznikly nové kanceláře.
Od roku 1958 je památkově chráněna.

## Současnost

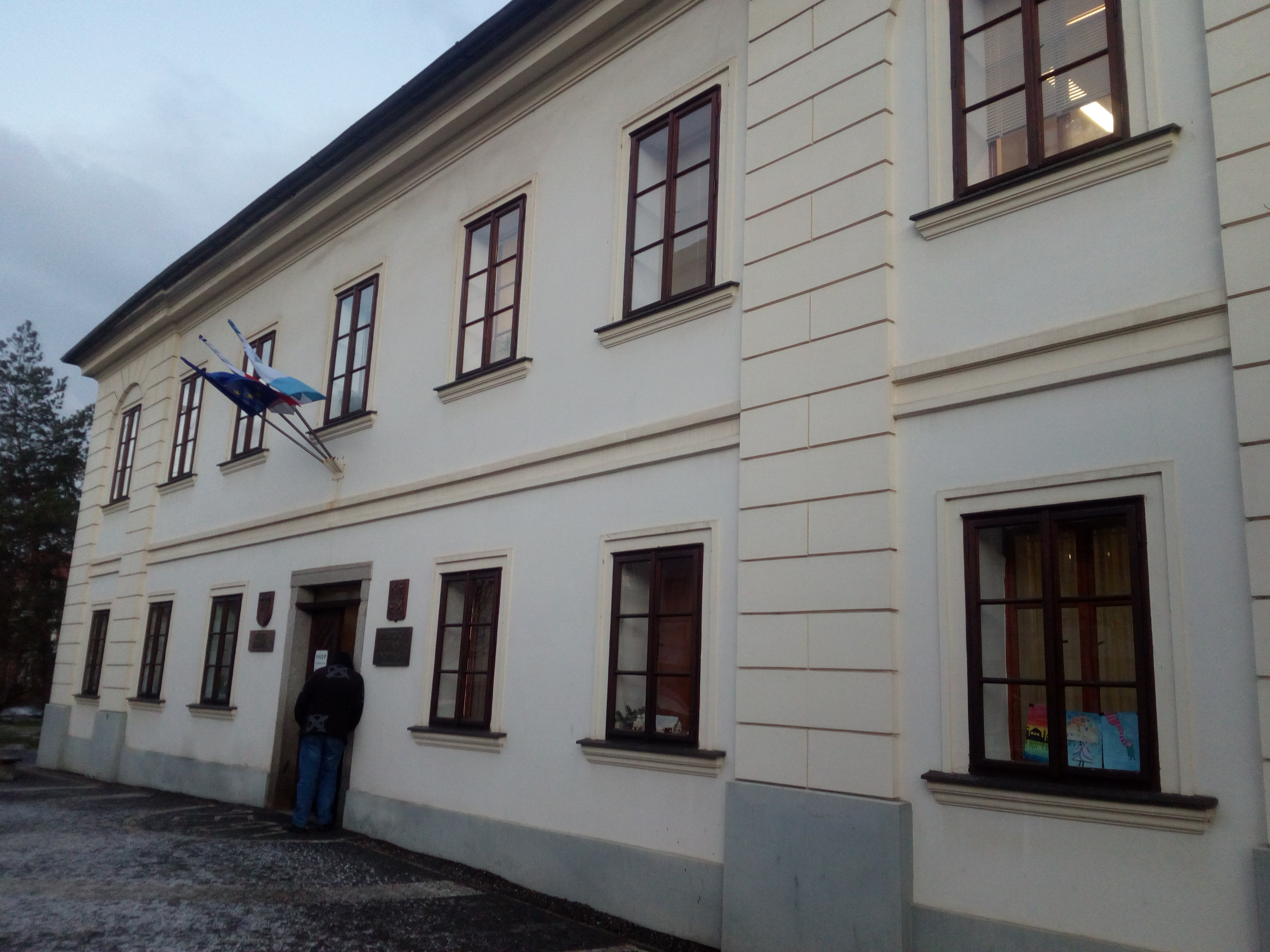
Stěna radnice

Budova je současně omítnuta novými vápennými omítkami smetanově bílé barvy, má nízkou hodinovou vížku a představuje architektonicky zcela střídmou a nenáročnou stavbu místní správy na venkovském českém městě v 1. polovině 19. století.